# Plan S
Plan S是科学欧洲于2018年9月4日发起的一项开放存取的科学出版计划 ，最初称为cOAlition S。由欧洲研究委员会和来自十二个欧洲国家的主要国家研究机构和资助者发起。该计划要求2020年起，受益于国家资助的科学家和研究人员必须将所有研究成果发表在开放存取的知识库或期刊上。